# Kaštel Stari
Kaštel Stari – osada będąca częścią miasta Kaštela w żupanii splicko-dalmatyńskiej w Chorwacji. W 2011 roku liczyła 7052 mieszkańców.